# 비아워브제기군

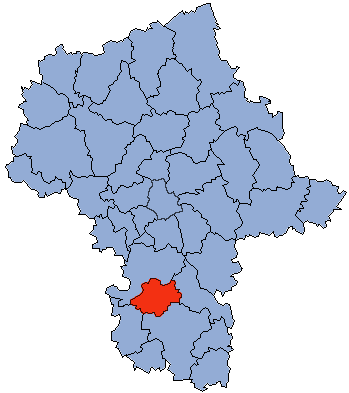
마조프셰주 지도에 표시된 비아워브제기군의 위치

비아워브제기군(폴란드어: powiat białobrzeski)은 폴란드 마조프셰주에 위치한 군으로 군청 소재지는 비아워브제기이며 면적은 639.28km2, 인구는 33,524명(2019년 기준), 인구 밀도는 52명/km2이다.
북쪽으로는 그루예츠군, 동쪽으로는 코지에니체군, 남쪽으로는 라돔군, 남서쪽으로는 프시수하군과 접한다. 6개 지방 자치체(2개 도시형 농촌, 4개 농촌)를 관할한다.

군기
군 문장